# You Can’t Always Get What You Want
«You Can’t Always Get What You Want» (с англ. — «Ты не можешь всегда получать то, что хочешь») — песня группы The Rolling Stones. Изначально вышла в 1968 году на стороне «Б» сингла «Honky Tonk Women».
В 2004 году журнал Rolling Stone поместил песню «You Can’t Always Get What You Want» в исполнении The Rolling Stones на 100-е место своего списка «500 величайших песен всех времён». В списке 2011 года песня находится на 101-м месте.
А в 2014 году британский музыкальный журнал New Musical Express поместил «You Can’t Always Get What You Want» в исполнении The Rolling Stones на 296-е место уже своего списка «500 величайших песен всех времён».
В ходе избирательной кампании по выборам президента США в течение 2016 года эта песня была фактически гимном команды кандидата Дональда Трампа: она звучала на большинстве встреч с избирателями, и именно под звуки этого знаменитого хита из альбома The Rolling Stones Let It Bleed Дональд Трамп был провозглашён победившим на выборах в ночь на 9 ноября 2016 года. В 2020 году команда Трампа вновь использовала песню в своей предвыборной кампании. Сами музыканты рок-группы отреагировали негативно на использование их песни.

## Чарты
| Чарт (1973)             | Наив. поз. |
| ----------------------- | ---------- |
| США (Billboard Hot 100) | 42         |